# Panthessalikostadion
Het Panthessalikostadion (Grieks: Πανθεσσαλικό Στάδιο, Panthessalikó Stádio) is een stadion in Volos (Griekenland). Het is de thuisbasis van voetbalclubs Volos NFC en Niki Volos FC en biedt plaats aan 22.140 toeschouwers. Rondom het veld ligt een atletiekbaan.

## Geschiedenis
De eerste plannen voor de bouw van het stadion ontstonden toen Griekenland werd aangewezen als gastland van de Olympische Zomerspelen 2004. Volos werd met dit stadion dan ook aangewezen als gaststad voor het Olympisch voetbaltoernooi. In 2002 werd met de bouw begonnen. Op 30 juli 2004, twee weken voor de Spelen, werd het stadion geopend. De kleuren van de stoelen in het stadion werden blauw en wit, naar de clubkleuren van Niki Volos. Tijdens de Spelen konden maximaal 21.100 toeschouwers plaatsnemen. Er werden vijf groepswedstrijden in het mannentoernooi en twee groepswedstrijden en een kwartfinale in het vrouwentoernooi in het stadion gespeeld. Tijdens de groepswedstrijd Griekenland–Mexico (2–3) in de groepsfase van het mannentoernooi werd het nog steeds geldende toeschouwersrecord gevestigd: 21.597.
Vaste bespeler van het stadion is sinds 2004 Niki Volos FC. In 2017 nam de nieuw opgerichte club Volos NFC ook haar vaste intrek in het stadion. Tussendoor speelden ook Ethnikos Olympiakos Volos FC en amateurclub AC Niki Volos in het stadion. AE Larissa gebruikte het stadion in het seizoen 2007/08 voor haar Europese wedstrijden.
Het stadion was driemaal gastheer van de Griekse bekerfinale: in 2007, 2017 en 2020.

## Interland
Het Grieks voetbalelftal speelde in de voorbereiding op het WK 2010 een interland in het stadion. In 2022 keerde de Griekse nationale ploeg kort terug in het stadion.
| 1 | 3 maart 2010 | Griekenland – Senegal | 0 – 2 | Vriendschappelijk   | 10.000 |
| 2 | 9 juni 2022  | Griekenland – Cyprus  | 3 – 0 | UEFA Nations League | 12.418 |
| 3 | 12 juni 2022 | Griekenland – Kosovo  | 2 – 0 | UEFA Nations League | 15.367 |